# Mondo Marcio
Mondo Marcio, pseudonimo di Gian Marco Marcello (Milano, 1º dicembre 1986), è un rapper e produttore discografico italiano.

## Biografia

### Primi anni
È stato segnato dal divorzio dei suoi genitori che lo ha portato all'incontro con gli assistenti sociali fin dalla giovane età, segnandolo così di un'esperienza che sarebbe emersa in futuro, una volta scoperta la sua vena compositiva in ambito hip hop. Inoltre il rapper soffriva di solitudine, fino all'incontro con i suddetti "marci", un gruppo di persone che avevano problemi a casa e si sostenevano a vicenda.
Dopo aver pubblicato la demo Difesa personale, Mondo Marcio iniziò a diffondere il proprio materiale in modo da acquisire notorietà nella città di Milano, fino a quando non viene notato dal rapper e produttore Bassi Maestro, il quale si interessò a lui, intravedendo potenzialità sia come autore di rime, che come freestyler. Il suo primo successo è stato infatti la vittoria a pari merito all'evento Tecniche Perfette, in cui Mondo Marcio affrontò in finale il rapper degli OneMic Ensi all'età di 16 anni. Fu Rido MC, membro del gruppo Cricca Dei Balordi e del collettivo Sano Business, a dargli l'attuale appellativo.

### L'esordio conMondo Marcio

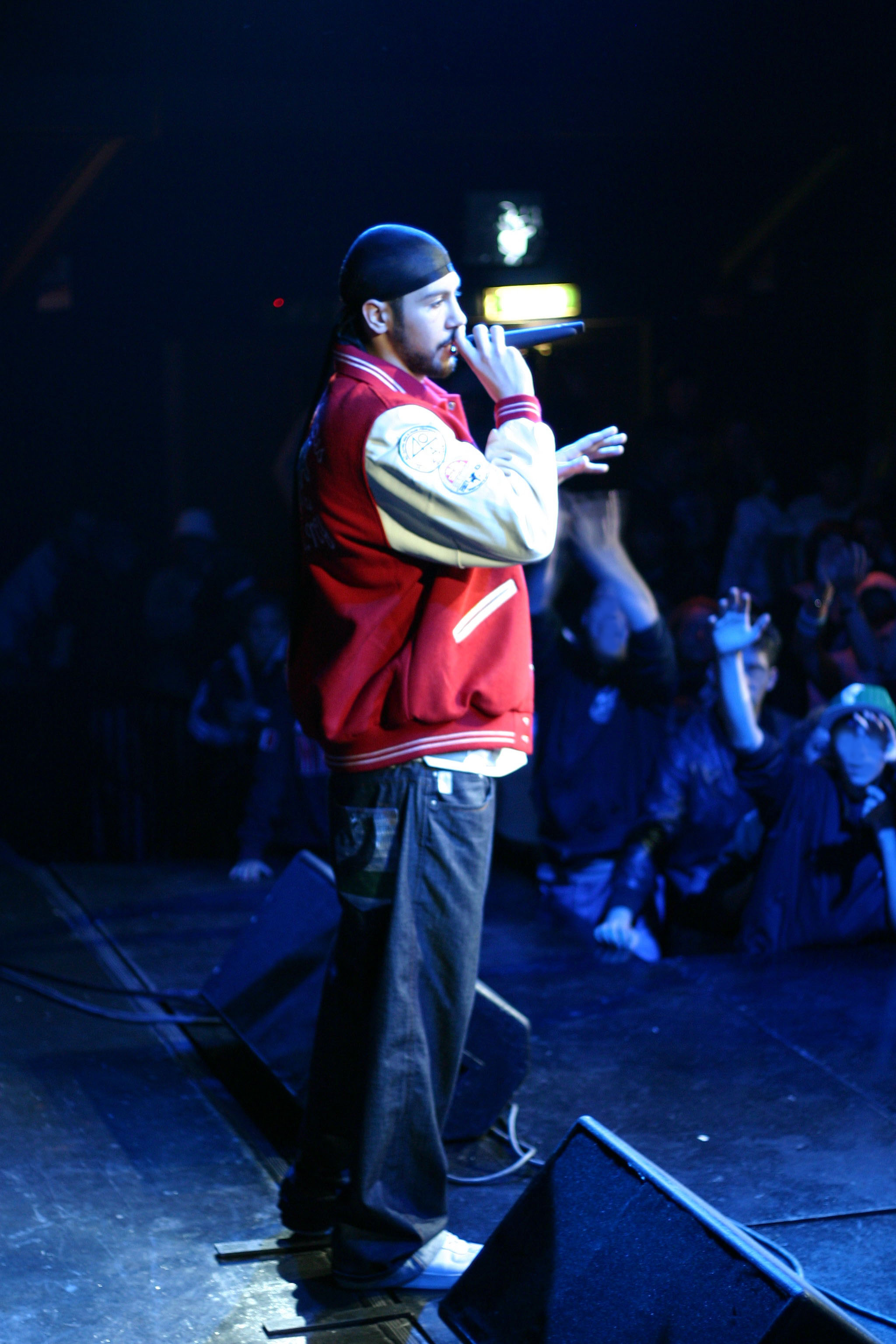
Mondo Marcio nel 2006

La carriera del rapper inizia prestissimo: all'età di 17 anni decide di utilizzare il proprio materiale per realizzare un disco vero e proprio, che anche grazie al supporto di Bassi Maestro si rivela interessante e positivo. Infatti nel maggio del 2004 viene commercializzato l'omonimo Mondo Marcio, album d'esordio che trova buon riscontro anche nella scena rap underground italiana, grazie anche al flow del rapper.
Il mensile Tutto musica e spettacolo gli dedica una recensione. Qualche mese dopo, precisamente nel novembre dello stesso anno, Mondo Marcio pubblica il mixtape Fuori di qua, a cui partecipano i maggiori esponenti dell'hip hop underground come Bassi Maestro in Sei troppo Cheap, Gué Pequeno in Mondo Marcio Gue Pequeno, Jack the Smoker in Le strade e Jack, Fabri Fibra in Abbi fede, Cush in Quello che so, Gomez in Starlight, DJ Minga in Il giuramento ed infine JP. Verso la fine del 2005 abbandona la Vibrarecords per stipulare un contratto discografico con la major EMI/Virgin.

### Solo un uomoe il successo nazionale
Il 27 gennaio 2006 viene pubblicato il secondo album in studio Solo un uomo, che ottiene un notevole successo a livello nazionale, conquistando il disco d'oro in un brevissimo arco di tempo, vendendo più di 80 000 copie, conquistando il disco di platino. L'album è stato anticipato dal singolo Dentro alla scatola, il cui video musicale veniva passato costantemente da MTV per diverse settimane. L'album ha debuttato alla decima posizione nella classifica italiana degli album, mentre il singolo rimane secondo solamente ad Hung Up di Madonna, per rimanere successivamente per oltre 4 mesi nella Top 20. Successivamente uscirono altri tre singoli: Nessuna via d'uscita, Segui la stella e Purple Weed. Verso l'estate del 2006 è stata pubblicata l'edizione speciale Solo un uomo - Gold Edition, la quale contiene un disco aggiuntivo intitolato Nessuna via d'uscita e che racchiude 21 brani prodotti esclusivamente da Mondo Marcio e un rifacimento rapcore di Dentro alla scatola, eseguito insieme ai Finley.
Verso la fine dell'estate viene pubblicata anche l'edizione speciale del primo album Mondo Marcio, denominata Mondo Marcio Gold Edition e costituita da un secondo CD contenente 14 remix, nei quali sono stati inseriti in più spezzoni di voce del rapper inediti. Hanno collaborato alla realizzazione di tale disco vari DJ e beatmaker nel campo dell'hip hop italiano come ad esempio Don Joe dei Club Dogo.

### Generazione XeIn cosa credi
Il 22 giugno 2007 è stato pubblicato il terzo album Generazione X, anticipato dal singolo omonimo presentato in anteprima ai TRL Awards 2007. L'album ha venduto oltre 25 000 copie e racconta di un nuovo ambiente, di nuovi problemi, gli artisti della vecchia scuola che non lo amano, i fan che lo accusano di essersi venduto alle major, i rapporti ambigui con stampa e media, ma conservando stessa identica attitudine, con il microfono che è ancora lo strumento per sfogare la rabbia e dare un senso alle cose. La generazione X è quella dei ventenni, sballottati e senza appigli, e Mondo Marcio ci porta le sue riflessioni in merito, sempre condite dal suo tipico slang e da un flow molto riconoscibile, che è cresciuto con il tempo.
Mondo Marcio ha approfondito la materia dell'hip hop a New York entrando in contatto con i migliori produttori contemporanei, producendo tutte le basi del disco, che è pervaso da un groove un po' southern e un po' in stile 50 Cent. Un altro brano degno di nota è Ti starò affianco, che affronta il tema dell'aborto in età adolescenziale; qui l'autore crea un doppio significato tra la sua vita e quella dei ragazzi che tutti i giorni mettono al mondo figli pur non essendo ancora maggiorenni.
L'11 luglio 2008 è stato pubblicato il mixtape In cosa credi, prodotto interamente dall'etichetta da lui fondata, la Mondo Records. In questo disco hanno collaborato i principali nomi dell'underground rap italiano, tra cui Nesli, Cor Veleno, Ensi, Jack the Smoker ed Evergreen. Nel mixtape è presente inoltre una collaborazione con Pier Cortese nella canzone intitolata Tutto può cambiare. Questo mixtape fa anche parte di una tradizione personale dell'artista, poiché fin dagli inizi della sua carriera dopo un album ufficiale ha sempre stampato un mixtape (Fuori di qua e Nessuna via d'uscita).

### Animale in gabbiaeMusica da serial killer

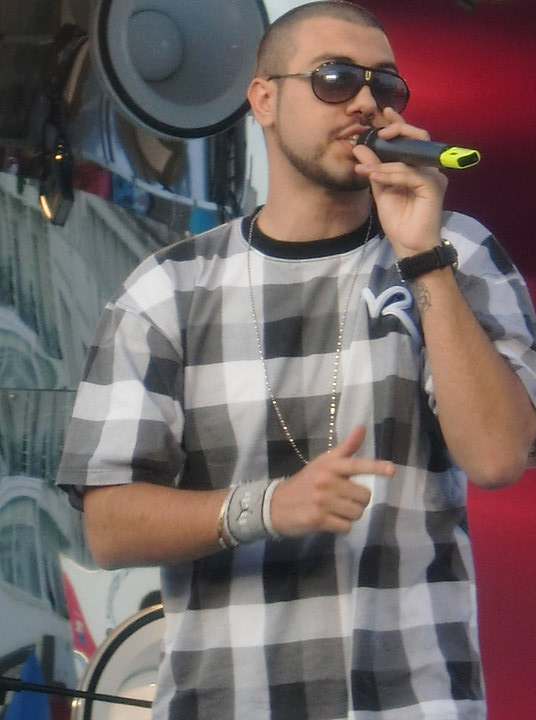
Mondo Marcio in concerto a Riccione nel 2011

Nel corso del 2009, Mondo Marcio pubblica l'EP Animale in gabbia sta arrivando, per poi collaborare con i Two Fingerz al brano Deluso, contenuto nell'album Il disco finto. Il 29 gennaio dell'anno successivo, il rapper pubblica il quarto album in studio Animale in gabbia, anticipato a dicembre 2009 dal singolo Non sono una rockstar.
Il 25 gennaio 2011 è stato pubblicato il mixtape Musica da serial killer, prodotto dal rapper e distribuito dalla Mondo Records.

### Cose dell'altro mondo
Il 2 ottobre 2012 Mondo Marcio ha pubblicato l'album Cose dell'altro mondo, anticipato dai singoli Fight Rap e Senza cuore. Secondo le parole del rapper, Cose dell'altro mondo rappresenta l'album della piena maturità, in cui sono presenti brani «che non avrei mai scritto in passato, alcune sembrano davvero scritte da un altro Mondo Marcio». L'album inoltre presenta molte collaborazioni con artisti appartenenti alla scena hip hop, come Vacca, Caparezza, Danti dei Two Fingerz, Bassi Maestro, J-Ax, Strano, Emis Killa e Killacat. Il 25 giugno 2013, in occasione del decimo anniversario dalla pubblicazione di Mondo Marcio, è stata pubblicata un'edizione speciale di Cose dell'altro mondo denominata Cose dell'altro Mondo Marcio, doppio disco che racchiude sia Cose dell'altro mondo che Mondo Marcio, oltre anche ad alcune tracce inedite.
Per celebrare i 10 anni di collaborazione tra Mondo Marcio e Bassi Maestro, i due rapper hanno realizzato un EP intitolato Vieni a prenderci, pubblicato sull'iTunes Store il 12 novembre 2013.

### Nella bocca della tigreeLa freschezza del Marcio
Nel periodo di composizione del sesto album in studio di Mondo Marcio, quest'ultimo ha pubblicato in via gratuita il mixtape Mondoteismo. Uscito il 5 marzo 2014, il mixtape contiene una raccolta di alcuni brani pubblicati nel corso della sua carriera e l'inedito Mai, realizzato insieme al rapper Lapo Raggiro.
Pochi giorni più tardi, Mondo Marcio annuncia il sesto album in studio, intitolato Nella bocca della tigre e pubblicato il 15 aprile. Il disco è un concept album caratterizzato da numerosi campionamenti di alcuni brani originariamente interpretati da Mina, la quale ha concesso per la prima volta l'autorizzazione per l'utilizzo dei suoi brani. L'11 marzo è stato invece pubblicato sul canale YouTube del rapper il video della title track, il quale contiene un campionamento del brano Serpenti, composto da Massimiliano Pani e da Samuele Cerri e presente in Rane supreme (1987). L'album ad una settimana dall'uscita debutta alla quarta posizione della classifica italiana degli album.
Il 14 luglio 2015 Mondo Marcio ha pubblicato attraverso Vevo il brano inedito Gotham, composto appositamente per la colonna sonora del videogioco Batman: Arkham Knight, mentre il 12 febbraio 2016 ha reso disponibile il video del brano Un altro giorno, prodotto da Bassi Maestro e pubblicato come singolo una settimana più tardi. Il 17 febbraio il rapper ha annunciato il settimo album in studio La freschezza del Marcio, uscito l'11 marzo ed anticipato dal singolo omonimo e Me & My Bitch, pubblicati rispettivamente il 26 febbraio e il 4 marzo.
Il 1º luglio 2016, a pochi mesi dalla pubblicazione dell'album, il rapper ha pubblicato per il download gratuito il mixtape Rap God Mixtape, costituito da 9 inediti e quattro remix di brani celebri di artisti come Desiigner e Future a cui Mondo Marcio ha aggiunto varie strofe inedite. Inoltre Mondo Marcio ha scritto e prodotto il brano Se mi ami davvero dell'album Le migliori di Mina e Adriano Celentano, pubblicato il 23 giugno 2017.

### Uomo!eMagico
L'8 marzo 2019 il rapper ha pubblicato l'ottavo album Uomo!, da lui definito «una celebrazione della natura umana, unica proprio per i suoi difetti». Per la sua promozione sono stati pubblicati quattro singoli, tra cui Angeli e demoni con Mina (tornata a collaborare con Mondo Marcio dai tempi dell'album Nella bocca della tigre), nonché dalla tournée Rap God Tour, partita a inizio aprile a Barcellona e conclusosi a Milano il 18 dello stesso mese.
Il 22 novembre 2019 è stato presentato il singolo inedito Oh God, caratterizzato da influenze più contemporary R&B. Il successivo 22 maggio 2020 Mondo Marcio ha pubblicato il singolo Adderall, prodotto da Shroom e accompagnato dalla b-side Idolo.
Dopo oltre un anno di silenzio artistico, Mondo Marcio è tornato sulle scene musicali con il singolo Fiori e fango, inciso insieme ad Arisa ed entrato in rotazione radiofonica a partire dal 17 giugno 2022. Anticipato da quest'ultimo singolo, esce poi lo stesso anno l'album Magico.

## Scritti
Il 6 giugno 2006, Mondo Marcio ha pubblicato il libro autobiografico Mondo Marcio. Inoltre, con l'uscita di Cose dell'altro mondo, il rapper ha dichiarato di essere al lavoro sul nuovo libro La città fantasma, pubblicato a maggio 2016. A differenza del primo, questo è un vero e proprio romanzo, ambientato in un futuro apocalittico dove, a causa del riscaldamento globale, Milano è stata completamente sommersa dall'acqua.

## Discografia
- 2004 – Mondo Marcio
- 2006 – Solo un uomo
- 2007 – Generazione X
- 2010 – Animale in gabbia
- 2012 – Cose dell'altro mondo
- 2014 – Nella bocca della tigre
- 2016 – La freschezza del Marcio
- 2019 – Uomo!
- 2022 – Magico
- 2025 – Credo